# 東大宮地域自治区
東大宮地域自治区（ひがしおおみやちいきじちく）は、宮崎県宮崎市の地域自治区の一つ。

## 地理
旧大宮村の東半分にあたる。波島の一部は旧檍村に属する。

### 町域
- 大島町
- 波島一丁目(1区／2区)・二丁目(3区／4区)
- 東大宮一丁目～四丁目
- 村角町
- 桜町

## 歴史
- 1889年5月1日 - 町村制施行により宮崎郡大宮村が発足。
- 1924年4月1日 - 宮崎町・大淀町と合併し宮崎市となる。
- 2006年1月1日 - 旧大宮村の大部分が大宮地域自治区となる。
- 2009年6月1日 - 東大宮地域自治区として独立する。

## 地域

### 教育
- 宮崎市立東大宮小学校
- 宮崎市立宮崎東小学校
- 宮崎市立東大宮中学校

### 文化施設
- 東大宮地区コミュニティセンター

## 交通

### 鉄道
- 日豊本線
  - 蓮ヶ池駅 - 宮崎神宮駅